# Dibaeis
Dibaeis Clem. (grzybczyk) – rodzaj grzybów z rodziny czasznikowatych (Icmadophilaceae). Ze względu na współżycie z glonami zaliczany jest do grupy porostów. W Polsce występuje jeden gatunek.

## Systematyka i nazewnictwo
Pozycja w klasyfikacji według Index Fungorum: Icmadophilaceae, Pertusariales, Ostropomycetidae, Lecanoromycetes, Pezizomycotina, Ascomycota, Fungi.
Synonimy nazwy naukowej: Tubercularia Weber ex F.H. Wigg., Verrucaria Scop.
Nazwa polska według W. Fałtynowicza.

## Niektóre gatunki
- Dibaeis absoluta (Tuck.) Kalb & Gierl 1993
- Dibaeis arcuata (Stirt.) Kalb & Gierl 1993
- Dibaeis baeomyces (L. f.) Rambold & Hertel 1993 – grzybczyk różowy
- Dibaeis sorediata Kalb & Gierl 1993

Nazwy naukowe na podstawie Index Fungorum. Uwzględniono tylko gatunki zweryfikowane. Nazwy polskie według checklist W. Fałtynowicza.